# ル・クロトワ
ル・クロトワ（フランス語：Le Crotoy）は、フランス北部のオー＝ド＝フランス地域圏、ソンム県にあるコミューン。

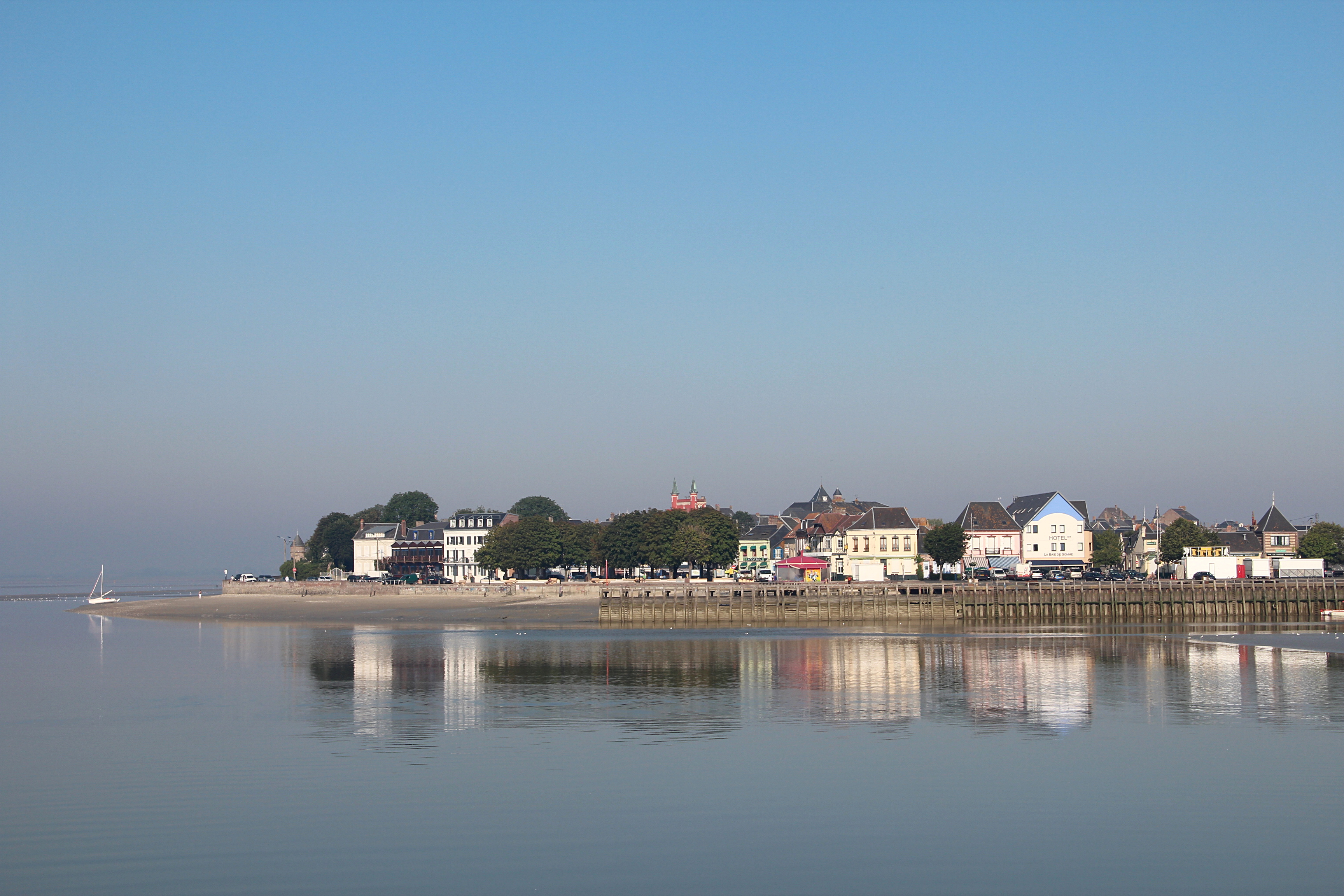

## 地理
ル・クロトワは、D143、D71上にあり、アブヴィルの16kmほど北西のソンム川の河口、ソンム湾に位置している。今日、この町では海岸のリゾートが主な財産の1つになっており、活気がある。また、公園には豊富に生物が生息している。ビーチは、北フランスでは非常に珍しいビーチである。

## 名所
- 保護鉄道
- クロトワの町と港

## 人口
| 年 | 1962 | 1968 | 1975 | 1982 | 1990 | 1999 | 2006 |
| --- | ---- | ---- | ---- | ---- | ---- | ---- | ---- |
| 人口 | 2343 | 2412 | 2429 | 2347 | 2440 | 2439 | 2361 |
| 1962年より複数のコミューンに居住地を持つ住民(例:学生、軍人)を2人として数えるのを中止し1人とのみカウントしている。 |      |      |      |      |      |      |      |